# Yang Likun
En una onomàstica xinesa Yang es el cognom i Likun el prenom.
Yang Likun (xinès simplificat: 杨丽坤, pinyin: Yáng Lìkūn; Mohei, Yunnan, 1942 - Shanghai, 2000) fou una ballarina i actriu de cinema xinesa. Malgrat que només va participar en dues pel·lícules va assolir un alt nivell de popularitat. Va ser considerada la bellesa número u del cinema xinès de l'època, i comparada amb l'actriu Vivien Leigh.

## Biografia
Yang Likun, va néixer el 27 d'abril de 1942 a Mohei  comtat autònom de Ning'er, ciutat de Pu'er', província de Yunnan (Xina) en una família d'ètnia dels Yis, comerciants de sal. Com que era el novè fill, la gent del seu voltant l'anomenava 小九 (Xiaojiu) (petita nou). Quan Yang tenia cinc anys, la seva mare va morir i la situació familiar es va fer complicar i va haver d'abandonar l'escola. El 1952, la germana gran de Yang la va portar a Kunming i la va acollir la seva segona germana, i allà va poder ingressar a l'escola primària.
El 1954, Yang, de 12 anys, i la seva segona germana van anar a veure una actuació del 云南省歌舞团当  (Provincial Song and Dance Ensemble"). El cap d'aquest grup, Hu Zonglin, es va fixar en Yang i va pensar que tenia talent per a la dansa, així que la va incorporar a la companyia i Yang va començar a estudiar dansa. El segon any, va participar formalment en les actuacions de la companyia i es va convertir en ballarina solista, viatjant per Xina, i fins i tot va visitar Myanmar com a part de la Delegació d'Amistat Xina-Myanmar.

#### Trajectòria cinematogràfica
A principis de 1959, els escriptors Ji Kang i Gong Pu van començar a escriure el guió del film musical 五朵金花 - Wu duo Jinhua - (Five Golden Flowers)  que el director Wang Jiayi hauria de dirigir per l'Estudi de Cinema de Changchun. Wang Jiayi va començar a localitzar ubicacions i seleccionar actors, i entre altres va escollir el  grup provincial de cant i dansa de Yunnan on actuava Yang.
Yang va ser seleccionada per protagonitzar la pel·lícula, fet que d'alguna forma va canviar la seva vida.

##### Five Golden Flowers
La pel·lìcula cal situar-la en el període del Gran Salt Endavant, coincidint amb el desè aniversari de la fundació de la República Popular de la Xina, i en un tipus de cinema que va explotar les característiques  "exòtiques" de les minories ètniques, com era la Yi de la pròpia Yang, amb pel·lícules romàntiques i comèdies musicals. L'estrena de Five Golden Flowers a la Xina, va tenir un gran èxit a nivell popular. Quan va participar  al segon Festival de cinema asiàtic a El Caire, la pel·lícula va guanyar el premi al millor director i Yang a la millor actriu. A petició del president d'Egipte, Gamal Abdel Nasser, Yang  va anar a Egipte a recollir el premi. Des de llavors, Five Golden Flowers s'ha projectat a més de 40 països.

##### Ashima
El 1962, Xu Sangchu, director adjunt de Haiyan Film Studio, es va emocionar profundament pel cant i el ball interpretats pels joves Sani en un esdeveniment a Yunnan, i va tenir la idea de filmar "Ashima", una altra pel·lícula en color i la primera musical amb so estereofònic. Xu va decidir que fos Yang la protagonista, famosa pel seu paper a  "Five Golden Flowers". El director la va localitzar a Yunnan, en el grup de dansa provincial. En aquest cas el film també recrea les llegendes de la minoria sani, també a la província de Yunnan
El 1964, la pel·lícula es va completar, dirigida per Liu Qiong , però censurada pel Ministeri de Cultura del Govern del ministre Zhou Enlai, titllada de anti-socialista i anti-partit, no es va estrenar fins al 1979. El nom "Ashima" es va convertir en sinònim de la recerca de l'amor i la felicitat, i també en el sobrenom públic per a Yang Likun. Encara es habitual avui dia, a Kunming, trobar dones que es diuen Ashima, i a la ciutat de Dali, dones que es diuen "Jinhua Yang Likun", que significa "Flor d'or Yang Likun".

#### Víctima de la Revolució Cultural
Durant la Revolució Cultural, Yang va ser catalogada de "dretana" i "antirevolucionària" per les seves dues pel·lícules. Va ser severament torturada mentalment i físicament, la qual cosa va provocar un trastorn mental al no poder rebre tractament durant molt de temps.
Del 1964 al 1970, que va ser dels 22 als 28 anys, Yang  va passar sis anys en un hospital psiquiàtric. El seu estat va anar empitjorant, de la qual mai no es va recuperar del tot. Durant aquells anys, se li va negar l'oportunitat de tornar a la seva professió. A causa dels maltractaments i la medicació a llarg termini, el seu físic es va deteriorar i ja no li era possible actuar ni ballar, i no li era possible tornar als escenaris.
El 1970, l'estat de Yang  va empitjorar a causa de la persecució i va continuar ingressada a l'hospital de Changpo (Kunning). El 24 d'agost de 1972, Yang  va ser traslladada l'Hospital Mental de Chenzhou a Hunan per rebre tractament.
El 22 de maig de 1973, després de més d'un any de correspondència, Yang es va  casar amb Tang Fenglou. El 25 de maig de 1974, Yang va donar a llum dos fills bessons: Tang Yan i Tang Tao .El 1978, va ser traslladada a Shanghai Film Studio per retrobar-se amb el seu marit i el seu fill després de molts anys de separació.

#### Llegat
La pel·lícula Five Golden Flowers va guanyar popularitat des dels anys 50 fins als 70, amb Yang Likun com a Jinhua. La pel·lícula, que representava la ciutat de 大理市 (Dalí) com un lloc oníric, segueix sent recordada amb la cançó "Dali in March is a beautiful sight, Butterfly Spring és un gran lloc per disfressar-se". Les actuacions de Yang i els personatges de les seves dues pel·lícules s'han convertir en elements icònics de la història artística de Yunnan. El 2006, va ser guardonada amb el "Premi de contribució literària i artística de Yunnan" per diverses organitzacions culturals provincials. A la ciutat natal de Yang s'ha reconstruït l'antiga residencia,amb un edifici  tradicional de maó i fusta de 1.250 metres quadrats, que vol representar com el seu llegat continua contribuint al desenvolupament cultural i econòmic de Yunnan.
Va morir a Shanghai el 21 de juliol de 2000. El 15 de gener de 2001, la meitat de les cendres de Yang Likun van ser retornades a Yunnan i enterrades al Jardí d'Art Jinbaoshan a Kunming.